# 日本锦带花
日本锦带花（学名：Weigela japonica）是忍冬科锦带花属的植物。分布在日本等地，目前已由人工引种栽培。